# Ed Pinckney
Edward Lewis "Ed" Pinckney (el Bronx, Nueva York, 27 de marzo de 1963) es un exjugador y entrenador de baloncesto estadounidense que jugó en la NBA entre 1985 y 1997. Con 2,09 metros de altura, jugaba en la posición de alero.

## Trayectoria deportiva

### Universidad
Jugó durante 4 años con los Wildcats de la Universidad de Villanova, siendo su mejor temporada la última, en 1985, en la cual logró el título de Campeón de la NCAA tras derrotar a Georgetown por 66 a 64, en un partido en el que Pinckney anotó 16 puntos y consiguió 6 rebotes. fue nombrado además ese mismo año Jugador Más Mejorado de la competición universitaria.
En toda su carrera colegial promedió 14,5 puntos y 8,6 rebotes por partido.

#### Estadísticas
| Año     | Equipo    | PJ  | PT | MPP  | %TC  | %3P | %TL  | RPP | APP | ROB | TPP | PPP  |
| ------- | --------- | --- | -- | ---- | ---- | --- | ---- | --- | --- | --- | --- | ---- |
| 1981–82 | Villanova | 32  | -  | 33.8 | .640 | -   | .714 | 7.8 | 1.4 | 1.6 | 2.0 | 14.2 |
| 1982–83 | Villanova | 31  | -  | 33.2 | .568 | -   | .760 | 9.7 | 1.8 | 1.5 | 2.1 | 12.5 |
| 1983–84 | Villanova | 31  | -  | 34.5 | .604 | -   | .694 | 7.9 | 1.7 | 1.5 | 1.9 | 15.4 |
| 1984–85 | Villanova | 35  | -  | 33.9 | .600 | -   | .730 | 8.9 | 2.0 | 1.5 | 1.8 | 15.6 |
| Total   | Total     | 129 | -  | 33.8 | .604 | -   | .723 | 8.6 | 1.8 | 1.5 | 2.0 | 14.5 |

### Selección nacional
Fue integrante del Team USA que ganó el oro en los Juegos Panamericanos de Caracas 1983.

### Profesional
Fue elegido en la décima posición del Draft de la NBA de 1985 por los Phoenix Suns, equipo en el que estuvo dos temporadas. 
En 1987 fue traspasado a Sacramento Kings, desde donde, tras temporada y media, salió hacia Massachusetts para jugar con los Boston Celtics durante 5 años, traspasado junto a Joe Kleine a cambio de Danny Ainge y Brad Lohaus, siendo un jugador de banquillo.
En 1995 fue seleccionado por los Toronto Raptors en el draft de expansión, donde apenas jugó media temporada, siendo traspasado a los Sixers, acabando su carrera en Miami Heat, en 1997, cuando contaba con 33 años de edad.

### Entrenador
Fue entrenador asistente de su alma mater, la Universidad de Villanova durante cuatro años (desde 2003 hasta 2007).
El 21 de septiembre de 2007, firma como asistente técnico por los Minnesota Timberwolves.
Tras tres temporadas en Minnesota, se une al cuerpo técnico de los Chicago Bulls el 13 de septiembre de 2010.
El 4 de julio de 2015, es contratado como asistente técnico de los Denver Nuggets.
Tras un año en Denver, el 2 de octubre de 2016, regresa a los Timberwolves como técnico asistente. Puesto en el que se mantuvo hasta el final de la temporada 2018-19.

## Estadísticas de su carrera en la NBA

### Temporada regular
| Año     | Equipo       | PJ  | PT  | MPP  | %TC  | %3P  | %TL  | RPP | APP | ROB | TPP | PPP  |
| ------- | ------------ | --- | --- | ---- | ---- | ---- | ---- | --- | --- | --- | --- | ---- |
| 1985-86 | Phoenix      | 80  | 24  | 20.0 | .558 | .000 | .673 | 3.9 | 1.1 | .9  | .5  | 8.5  |
| 1986-87 | Phoenix      | 80  | 65  | 28.1 | .584 | .000 | .739 | 7.3 | 1.5 | 1.1 | .7  | 10.5 |
| 1987-88 | Sacramento   | 79  | 7   | 14.9 | .522 | .000 | .747 | 2.9 | .8  | .5  | .4  | 6.2  |
| 1988-89 | Sacramento   | 51  | 24  | 26.2 | .502 | .000 | .801 | 5.9 | 1.5 | 1.1 | .8  | 12.3 |
| 1988-89 | Boston       | 29  | 9   | 23.4 | .540 | .000 | .798 | 5.1 | 1.5 | 1.0 | .8  | 10.1 |
| 1989-90 | Boston       | 77  | 50  | 14.1 | .542 | .000 | .773 | 2.9 | .9  | .4  | .5  | 4.7  |
| 1990-91 | Boston       | 70  | 16  | 16.6 | .539 | .000 | .897 | 4.9 | .6  | .9  | .6  | 5.2  |
| 1991-92 | Boston       | 81  | 36  | 23.7 | .537 | .000 | .812 | 7.0 | .8  | .9  | .7  | 7.6  |
| 1992-93 | Boston       | 7   | 5   | 21.6 | .417 | .000 | .923 | 6.1 | .1  | .6  | 1.0 | 4.6  |
| 1993-94 | Boston       | 76  | 35  | 20.1 | .522 | .000 | .736 | 6.3 | .8  | .8  | .6  | 5.2  |
| 1994-95 | Milwaukee    | 62  | 17  | 13.5 | .495 | .000 | .710 | 3.4 | .3  | .5  | .3  | 2.3  |
| 1995-96 | Toronto      | 47  | 24  | 21.9 | .502 | .000 | .758 | 6.0 | 1.1 | .7  | .4  | 7.0  |
| 1995-96 | Philadelphia | 27  | 23  | 25.1 | .529 | .000 | .764 | 6.5 | .8  | 1.2 | .4  | 5.6  |
| 1996-97 | Miami        | 27  | 0   | 10.1 | .535 | .000 | .800 | 2.4 | .2  | .3  | .3  | 2.4  |
| Total   | Total        | 793 | 335 | 19.8 | .535 | .000 | .765 | 5.0 | .9  | .8  | .5  | 6.8  |

### Playoffs
| Año   | Equipo | PJ | PT | MPP  | %TC  | %3P  | %TL   | RPP | APP | ROB | TPP | PPP |
| ----- | ------ | -- | -- | ---- | ---- | ---- | ----- | --- | --- | --- | --- | --- |
| 1989  | Boston | 3  | 0  | 15.0 | .250 | .000 | 1.000 | 1.7 | .3  | .3  | .3  | 2.7 |
| 1990  | Boston | 4  | 0  | 6.3  | .857 | .000 | .778  | 1.5 | .0  | .0  | .0  | 4.8 |
| 1991  | Boston | 11 | 0  | 15.5 | .762 | .000 | .810  | 3.6 | .2  | .5  | .2  | 4.5 |
| 1992  | Boston | 10 | 8  | 31.4 | .603 | .000 | .839  | 8.4 | .7  | 1.2 | .9  | 9.6 |
| 1997  | Miami  | 2  | 0  | 3.0  | .667 | .000 | .000  | .0  | .5  | .0  | .0  | 2.0 |
| Total | Total  | 30 | 8  | 18.7 | .614 | .000 | .825  | 4.5 | .4  | .6  | .4  | 5.9 |

## Vida personal
Ed y su esposa Rose, tienen tres hijos: Shae, Spencer, y Austin y una hija: Andrea.